# 阿德萊德機場
阿德萊德機場（英語：Adelaide Airport），是澳洲南澳大利亞阿德萊德的主要民航機場，也是澳洲第五繁忙的機場，位於阿德萊德市中心6公里（3.7英里）外的近郊（英語：West Beach）。聯邦政府從1998年起將阿德萊德機場長期租予（英語：Adelaide Airport Limited）管理，2008至09年，機場的的客運量達690萬人次。機場於1955年啟用，而新建的航廈亦在2005年開幕，新航廈能同時處理國際及國內航班。阿德萊德機場是澳洲虎航的主要樞紐及澳洲航空的次要樞紐。

## 歷史
阿德萊德第一個機場是建於1921年，佔地24公頃（59英畝）的飛行場。當時的飛行場位於，供貨機運載空郵往返阿德萊德和悉尼。但由於航空業的發展，阿德萊德在1927年建造了。1947年，航空業的需求已超越機場的容量，所以另覓地方興建新機場。現時的機場於1954年落成，而同年航班亦開始在新建的機場營運。

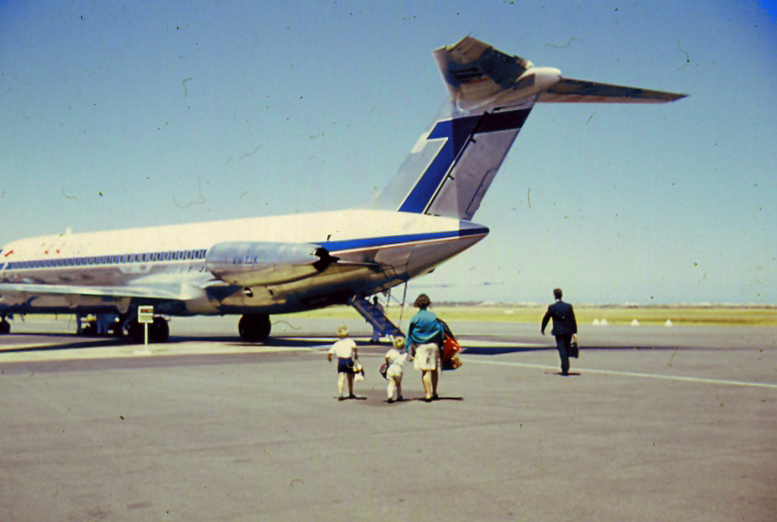
1967年，乘客需要在停機坪登機；並一直實施至2006年

阿德萊德機場原先把數個飛機庫被合併成一座航廈，並一直沿用至聯邦政府撥款，興建一座臨時建築物作航廈為此。1982年，新的國際航廈落成，使阿德萊德機場的國際航班定期化。耗資2億6000萬元的新航廈在2005年落成，並取代原有的「臨時」國內及國際航廈。
2006年10月，新航廈被選為年度首府機場（Capital City Airport of the Year）。2007年3月，阿德萊德機場被國際機場理事會（Airports Council International）評為2006年度全球第二最佳機場（客運量介乎500至1500萬人次）。
2007年7月，機場公佈計劃擴建航廈，工程包括增加登機橋的數量和拆卸原有的舊國際航廈。
2008年8月5日，老虎航空證實阿德萊德機場將成為第二個主要樞紐機場，並會在2009年年初派駐兩架A319客機。2009年10月29日，老虎航空宣佈從2010年年初，將派駐第三架A320客機到阿德萊德機場。

## 航空管制
| CLR     | 126.100 |         |         |         |         |
| GND     | 121.700 |         |         |         |         |
| TWR     | 120.500 |         |         |         |         |
| APP/DEP | 118.200 | 124.200 | 128.600 | 243.000 | 306.300 |
| ATIS    | 134.500 | 362.000 |         |         |         |

## 航廈

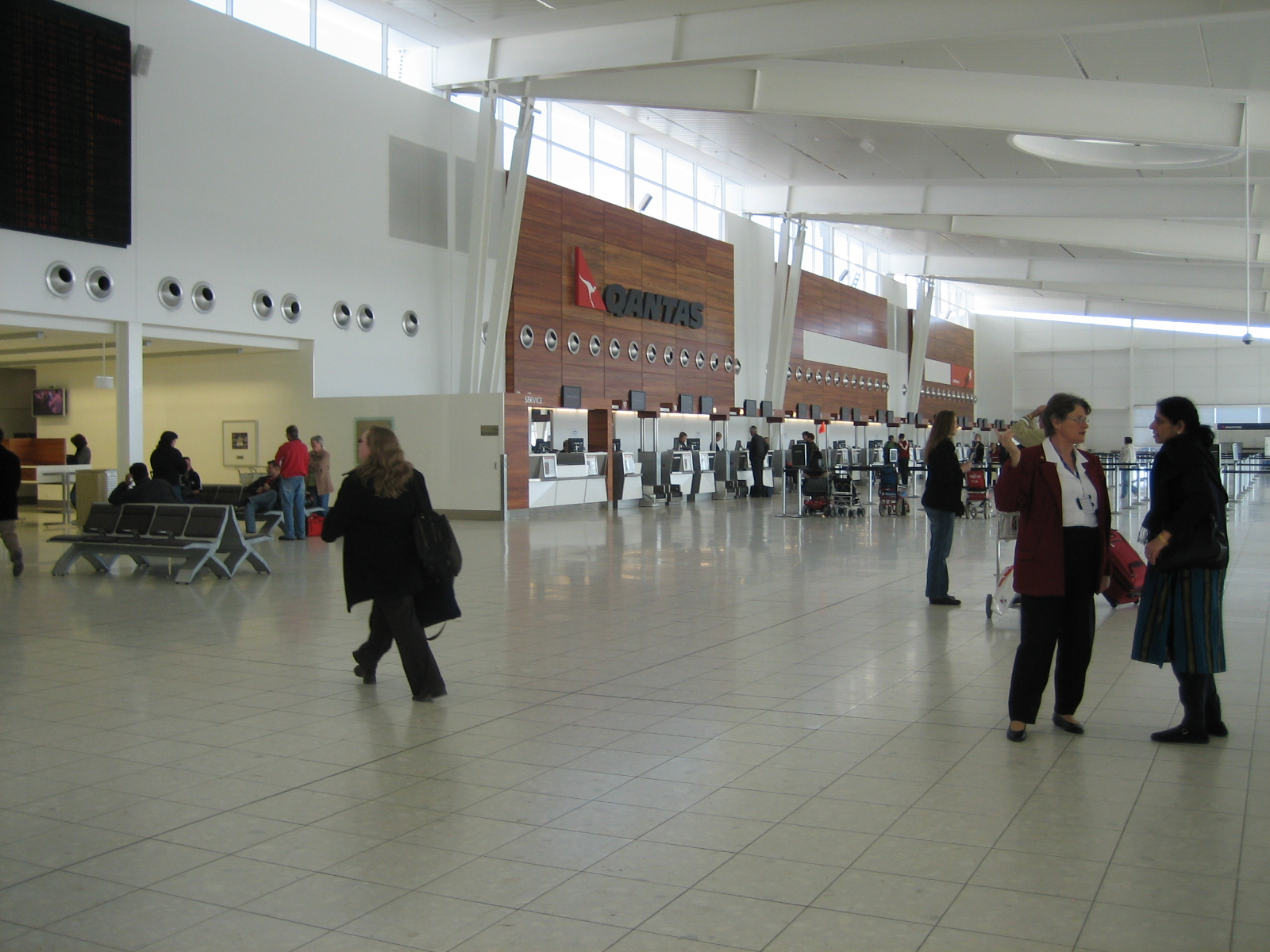
航廈內的澳洲航空旅客登記櫃台

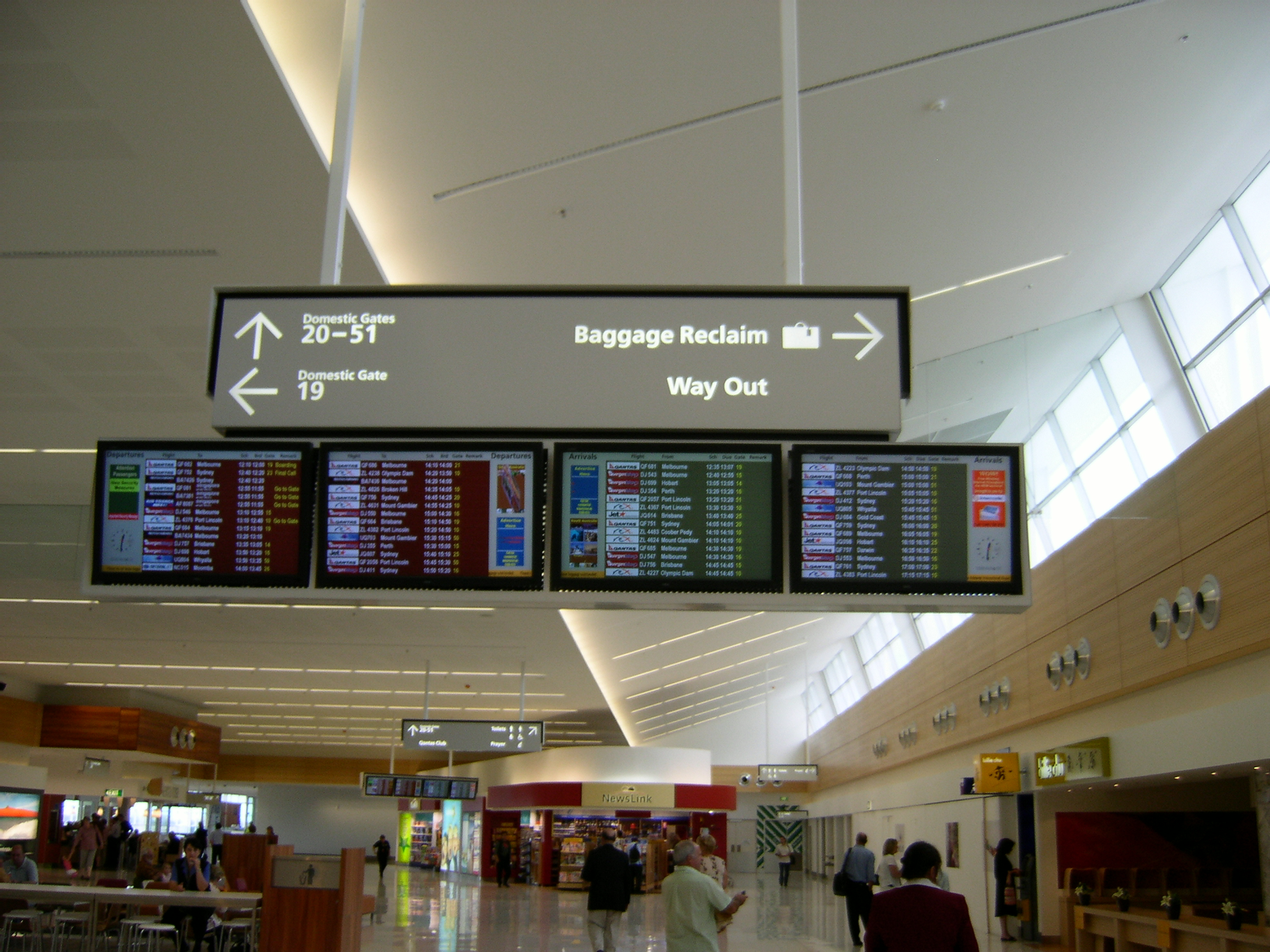
航廈的大堂，攝於2006年

舊有的航廈曾被批評缺乏登機橋和有限的機場能力，使阿德萊德機場耗資2億6000萬元重建航廈，並計劃把航廈提升至國際級水平。1997年公佈的最終方案計劃興建一個能同時處理國際和國內航班單一的航廈，但其後因安捷航空破產結業等因素，令各方在2002年才達成協議。
新的航廈於2005年10月7日由總理霍華德及南澳州長揭幕。宣佈因燃油泵和地下油管出現問題，暫時只讓國際航班使用新落成的設施， 問題的成因來自輸油管內防鏽塗層留下的殘骸。雖然國際和區域性航班從2005年12月起獲准使用新航廈，但這些客機仍需由運油車提供燃油。國內航班則因安全問題，需要繼續使用原有的舊航廈，直至2006年2月17日，當油管內所有的殘骸都已被清除。
新航廈總長達850米（2800呎），能夠同時處理27架包括空中巴士A380的客機，及每小時3000名乘客。航廈設有多個貴賓室、14條登機橋、42個旅客登記櫃台、34家商店等設施。阿德萊德機場是第一座提供免費無綫上網服務（Wi-Fi）的澳洲機場。

## 航空公司及航點

### 國內航點
| 航空公司                    | 航點                                                                                             |
| --------------------------- | ------------------------------------------------------------------------------------------------ |
| 澳洲航空                    | 坎培拉、雪梨、布里斯本、墨爾本、伯斯、達爾文、愛麗斯泉、烏盧魯/艾爾斯岩                          |
| 澳洲航空 由澳洲连接航空營運 | 坎培拉、雪梨、布里斯本、伯斯、金斯科特、林肯港、懷阿拉                                           |
| 捷星航空                    | 雪梨、布里斯本、墨爾本、伯斯、凱恩斯、黃金海岸、達爾文、霍巴特、爱华隆、陽光海岸                 |
| 澳洲虎航                    | 雪梨、布里斯本、墨爾本                                                                           |
| 維珍澳洲航空                | 坎培拉、雪梨、布里斯本、墨爾本、伯斯、黃金海岸、達爾文、愛麗斯泉                                 |
| 維珍澳洲區域航空            | 伯斯                                                                                             |
| 區域快線航空                | 奧古斯塔港、突出山、金斯科特、林肯港、懷阿拉、布羅肯希爾、塞杜納、庫伯佩迪、米爾迪拉、芒特甘比爾 |
| 科巴姆航空                  | 奧古斯塔港、突出山                                                                               |
| FlyPelican 由聯盟航空營運   | 紐卡索                                                                                           |
| 聯盟航空                    | 採礦包機：巴萊拉、蒙巴、奧林匹克壩                                                               |
| 夏普航空                    | 採礦包機：蒙巴、利河溪、突出山、貝弗利鈾礦、蜜月鈾礦                                             |
| Pel-Air                     | 採礦包機：Jacinth Ambrosia                                                                       |

### 國際航點

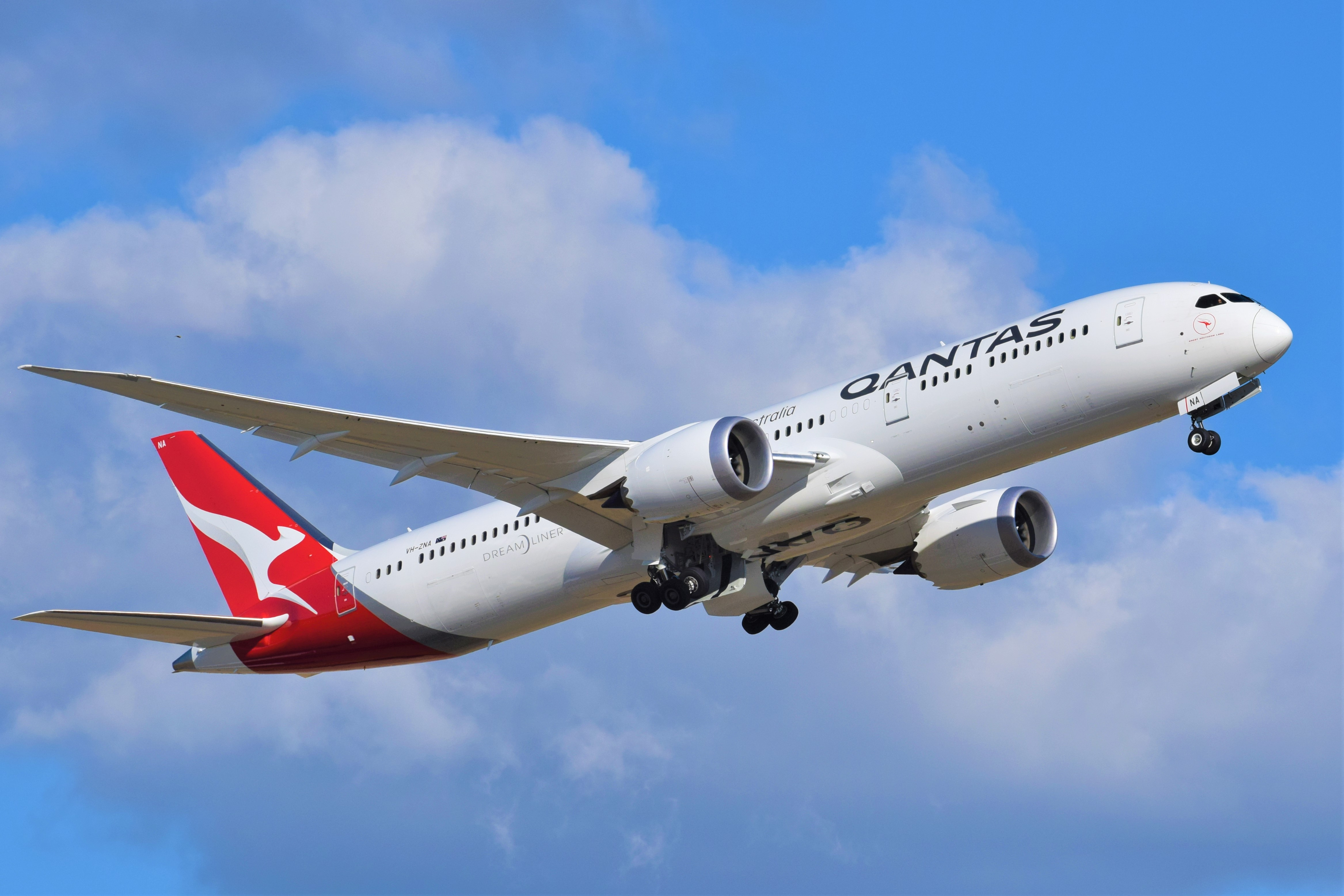
澳洲航空的波音787-9型客機在阿德萊德機場起飛

| 航空公司     | 航點                         |
| ------------ | ---------------------------- |
| 捷星航空     | 登巴薩/峇里                  |
| 紐西蘭航空   | 奧克蘭                       |
| 新加坡航空   | 新加坡                       |
| 馬來西亞航空 | 吉隆坡                       |
| 中國南方航空 | 廣州                         |
| 國泰航空     | 香港（2025年11月11日復辦）   |
| 越捷航空     | 伯斯、胡志明市               |
| 阿聯酋航空   | 杜拜                         |
| 卡塔爾航空   | 杜哈                         |
| 聯合航空     | 三藩市（2025年12月11日開辦） |

### 貨運
| 航空公司                             | 目的地                     |
| ------------------------------------ | -------------------------- |
| 澳航貨運                             | 雪梨、墨爾本、新加坡       |
| 澳航貨運 由亞特拉斯航空營運          | 新加坡                     |
| 澳航快遞 由科巴姆航空營運            | 雪梨、墨爾本               |
| 鳴全球快遞 由Pel-Air與鳴全球航空營運 | 坎培拉、雪梨、墨爾本、伯斯 |
| 新加坡貨運航空                       | 新加坡                     |
| 馬來西亞航空貨運                     | 雪梨、吉隆坡               |
| 國泰貨運                             | 香港                       |
| 阿聯酋貨運航空 由亞特拉斯航空營運    | 杜拜                       |

## 外部連結
- 阿德萊德機場 （页面存档备份，存于）